# روزا
روزا (بالروسية: Руза) هي إحدى مدن روسيا في الكيان الفدرالي الروسي موسكو أوبلاست.

## توأمة
لروزا اتفاقيات توأمة مع:
- تشاتشاك

## أعلام
- فياتشيسلاف بوريسوف